# 竹部豊前
竹部 豊前（たけべ  ぶぜん）は、戦国時代に越中国礪波郡の井波瑞泉寺に仕えた寺侍の頭分。三清館を拠点として、数代にわたって高瀬荘を支配したと考えられている。
近世・近代を通じて高瀬郷の三清村に住まい、砺波地方屈指の名家として知られた武部家は、竹部豊前の子孫であるとする説がある。

## 概要

### 竹部家の起源
竹部家の起源については、竹部家の人間が開基した井波照円寺所蔵の『永久記』に下記のような記述がある。
また、同じく照円寺所蔵の『竹部家濫觴幷累代系譜』にも「慶乗法眼」が綽如の死後も瑞泉寺に留まっていたが、晩年に「舎弟長重」を呼んで補佐とし、下間長重より竹部家が興ったと伝えている。以上の記述を総合すると、まず本願寺5代綽如の越中下向に従った下間慶乗が越中に定着し、さらに慶乗が呼び寄せた「舎弟長重」が跡を継いで竹部家の始祖となったようである。
また近代成立の『井波誌』によると、文安3年（1446年）3月1日に下間長重が死去した後、下間頼弘が跡を継ぎ、頼弘の代に「竹部」と改めたという。竹部頼弘は「下間豊後法橋」とも称したと伝えられており、竹部豊前は竹部頼弘の子孫と推定される。

### 瑞泉寺の運営

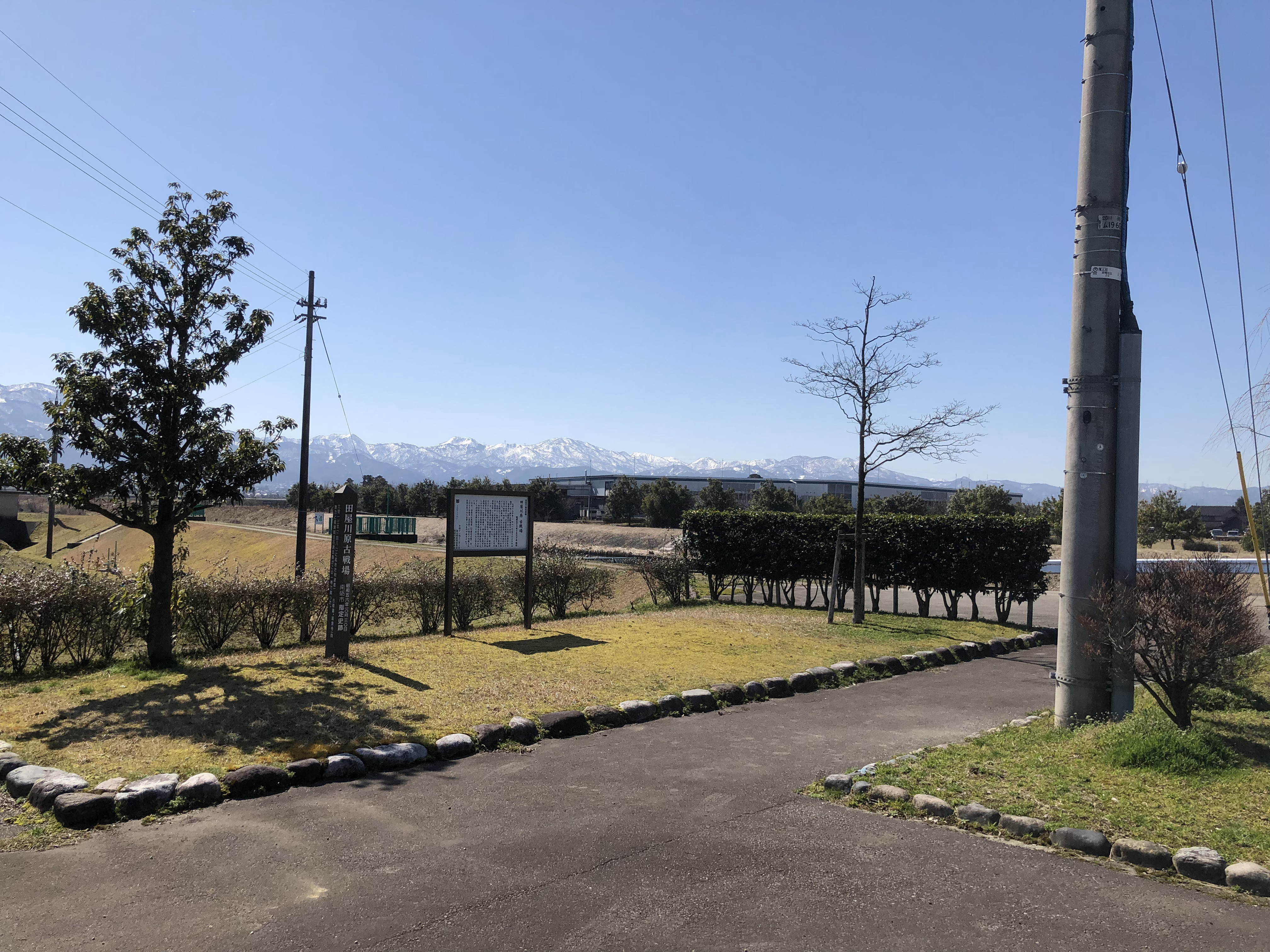
南砺市指定史跡　田屋川原古戦場跡

綽如の開基した瑞泉寺は、綽如の没後長く住職のいない時代が続いたが、その間には現地の者が寺を運営していたようであり、文明2年（1470年）に蓮如が訪れた時に瑞泉寺の留守をしていたのは杉谷慶善の娘如連なる女性であったと伝えられる。また、『反故裏書』には「竹部トイヘル青侍、檀越トシテイマニ子孫繁昌セリ」との記述があり、竹部家が瑞泉寺の有力な檀越として知られていたことが分かる。このように、杉谷家・竹部家こそが住職のいない初期瑞泉寺を運営する地元の有力者であったと考えられている。
文明13年（1481年）には福光石黒家の石黒光義と、井波瑞泉寺の間で田屋川原の戦いが勃発した。この時、瑞泉寺蓮誓は「竹部豊前」と善後策を協議したと伝えられるが、この「竹部豊前」こそ下間長重に始まる竹部家出身の侍であったとみられる。
また、「就高瀬庄儀瑞泉寺書状案文」という古文書には、「瑞泉寺御内人が天文5年（1536年）に高瀬荘地頭方を買収と称して実効支配した（貴寺御内人被号於買得、可有知行之由候）」との記録がある。江戸時代中期成立の『越の下草』にも「高瀬の郷司武部豊後守、数代当郡を管領」との記述があることを踏まえ、奥田直文は瑞泉寺御内人＝高瀬郷司武部豊後守＝竹部豊前と見なし、戦国期に竹部豊前は高瀬荘を所領としていたと推定する。

### 佐々成政による瑞泉寺陥落後

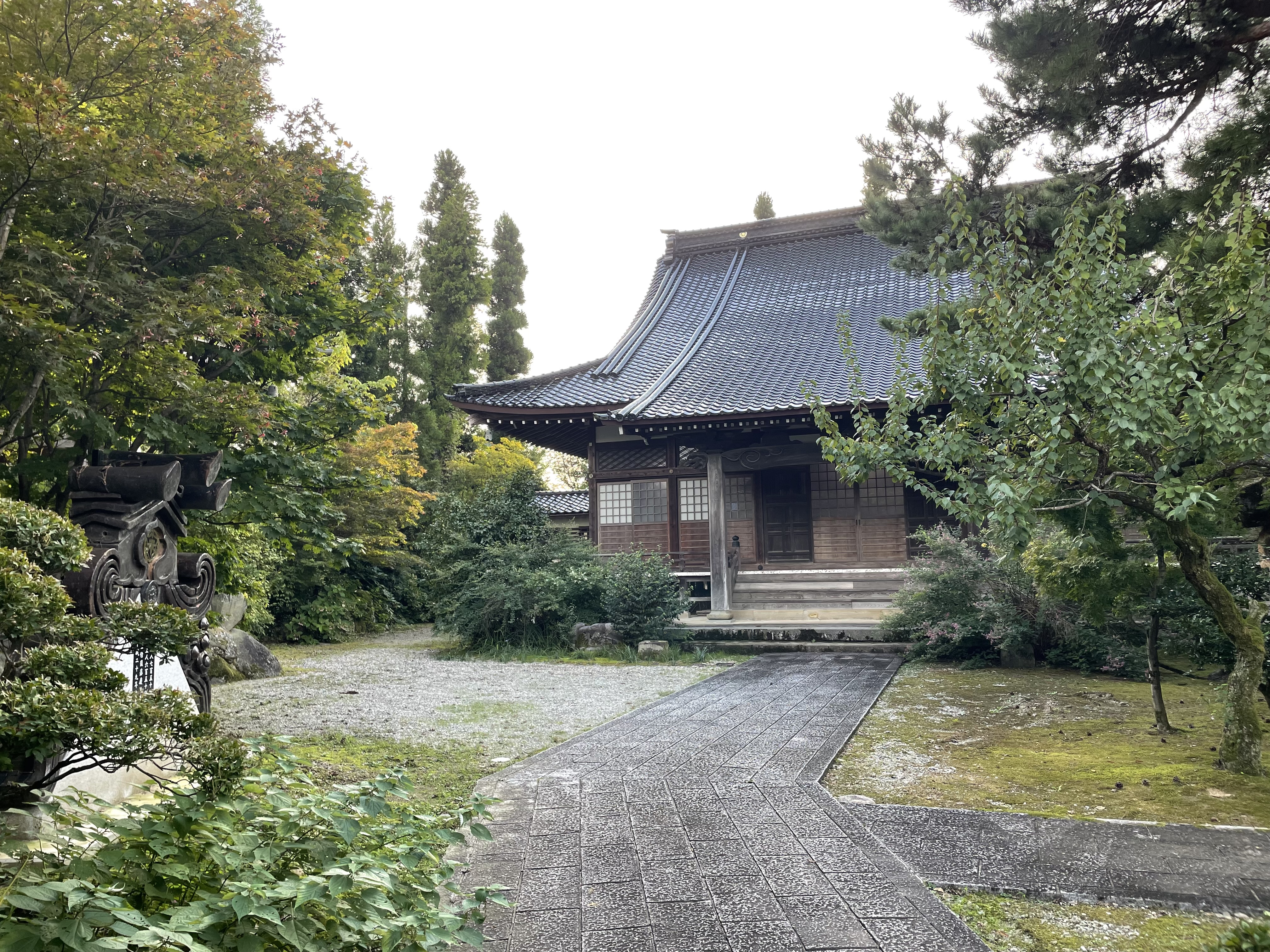
竹部豊前の開いた照円寺。

天正9年6月には佐々成政の攻撃によって瑞泉寺が陥落したが、この時「瑞泉寺侍分の頭分」は「上田石見守・竹部豊前法橋・斎藤刑部・土屋薩摩・稲塚左近・桃井右近」の6名であったと『瑞泉寺由来記』に伝えられている。
同じく『瑞泉寺由来記』によると頭分6名は仏僧となるか百姓となるかを選んだようで、上田石見守は仏厳寺の、竹部豊前法橋は照円寺の、土屋薩摩は誓力寺の、それぞれ開基となったとされる。また竹部豊前の弟覚応はもと天台宗の寺院であった妙蓮寺に入っており、仏厳寺・照円寺・誓力寺・妙蓮寺と近代に入って独立した響流寺は、「瑞泉寺五ヵ寺」とも呼ばれている。
照円寺住職の家系は以後も竹部家と称し、上述した『永久記』や『竹部家濫觴幷累代系譜』といった史料を編纂して竹部家の系譜を残している。また、後述するように藩政期に名家として知られた三清村武部家も、竹部豊前の子孫であるとする説がある。

## 武部家との関係

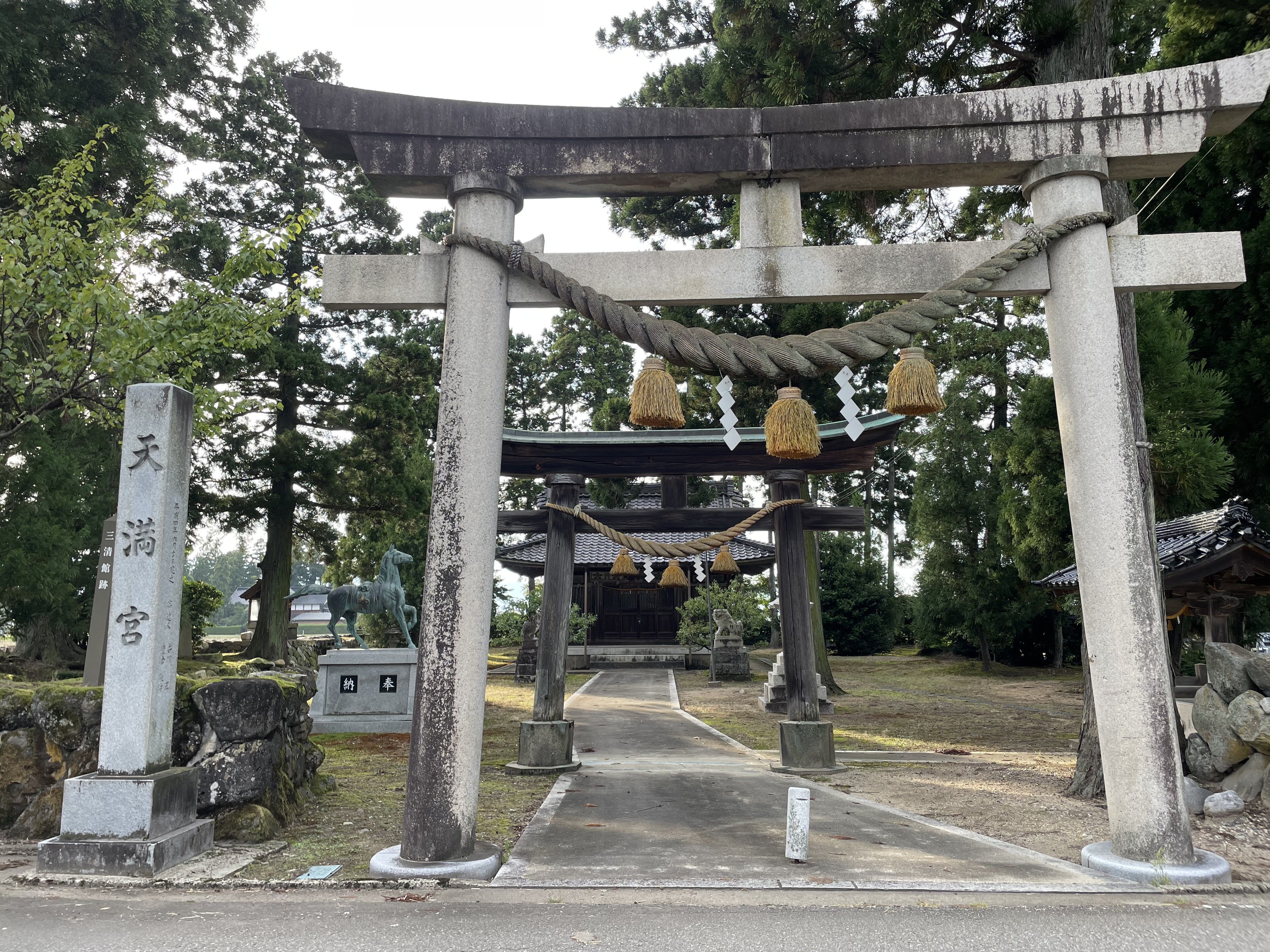
富山県南砺市三清西の三清館跡。

江戸時代、三清村に住まう武部家は代々十村役を務め、明治時代には初代石川県議会議員・初代富山県議会議長の武部尚志を輩出するなど、加賀藩領内でも屈指の名家として知られていた。
三清村武部家は家祖を清原武則とし、その子孫清原宣衡が一時能登国の武部村に住まった後、三清村に移住したことから武部家を称したと伝えている。しかし、砺波郡の名家である武部家が一向一揆と全く無関係というのは不自然であり、江戸時代中期成立の『越の下草』では三清館に居住する「武部豊後守」が武部家の先祖とするが、この人物こそ竹部豊前と同一人物ではないかと考えられている。三清村武部家の所伝でも、初代武部九右衛門が慶長年間に三清館から同村牛首に引っ越したと伝えており、戦国時代に三清館に居住していた領主が三清村武部家の先祖であったことは疑いない。
郷土史研究者の奥田直文は上記の考察を踏まえ、三清村武部家を瑞泉寺敗退後に「竹部」から「武部」に改めた家と推定している。

## 瑞泉寺侍分の頭分6名
- 上田石見守：上見城に住み直海郷を支配していたとみられる。井波仏厳寺の開基。
- 竹部豊前法橋：三清館に住み高瀬郷を支配していたとみられる。十村武部家の祖で、井波照円寺の開基。
- 斎藤刑部：金屋を拠点とし山斐郷を支配していたとみられる。金屋西蓮寺の開基。
- 土屋薩摩：井波誓力寺の開基。
- 稲塚左近：佐々成政による瑞泉寺攻略後、百姓となったと伝えられる。北野海乗寺の先祖か。
- 桃井右近：佐々成政による瑞泉寺攻略後、百姓となったと伝えられる。幕府奉行衆系の桃井一族の出か。